# Arboretum w Bolestraszycach

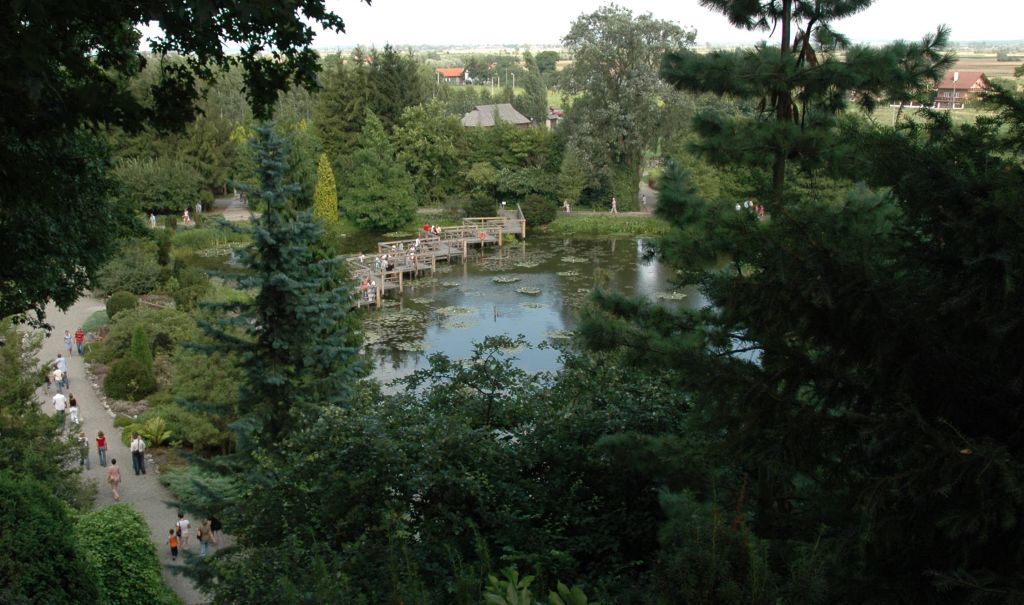
Arboretum w Bolestraszycach

Arboretum i Zakład Fizjografii w Bolestraszycach – położone w odległości 7 km na północny wschód od Przemyśla.

## Historia
Należy do cennych zabytków przyrody i kultury Polski, spełniając różnorodne zadania jako: obiekt przyrodniczy, kulturowy, dydaktyczny i naukowy. Pierwotnie utworzone na terenie historycznego założenia dworsko-ogrodowego, w którym w połowie XIX wieku mieszkał i tworzył malarz Piotr Michałowski.
Arboretum powstało w 1975 roku. Organizatorem i konsekwentnym wykonawcą w latach 1975–2002 był dr hab. Jerzy Piórecki. W pierwszym okresie powierzchnia Arboretum wynosiła 9,23 ha, obecnie 308,13 ha; w tym w oddziale w Cisowej – 283,13 ha i Fort GW XIII „San Rideau” – 2,8 ha. W Bolestraszycach zrujnowane budynki dworskie z końca XVIII wieku wyremontowano i zaadaptowano na pracownie, sale muzealne, pomieszczenia socjalne i gospodarcze. Przed nowymi nasadzeniami wykonano szczegółową inwentaryzację układu przestrzennego w oparciu o pomiar sytuacyjno-wysokościowy, inwentaryzację dendrologiczną oraz dokumentację architektoniczną dotyczącą rekonstrukcji i renowacji historycznych budowli.

## Kolekcja
W Arboretum w Bolestraszycach zgromadzono kilka tysięcy gatunków, odmian, form roślin w kolekcjach m.in. dendrologicznej, pomologicznej, roślin wodnych, bagiennych, rzadkich, zagrożonych, ginących i chronionych we florze polskiej, roślin z rodziny wrzosowatych oraz szklarniowych, użytkowych i biblijnych.
W kolekcji dendrologicznej zgromadzono m.in. cisy (Taxus), magnolie (Magnolia), różaneczniki (Rhododendron) oraz liczne nasadzenia cypryśnika błotnego (Taxodium distichum), metasekwoi chińskiej (Metasequoia glyptostroboides), kłokoczki południowej (Staphylea pinnata) i miłorzębu dwuklapowego (Ginkgo biloba).
Kolekcja rzadkich, zagrożonych, ginących i chronionych gatunków flory polskiej zawiera ponad 130 taksonów pochodzących głównie z Pogórza Przemyskiego, Bieszczadów, Kotliny Sandomierskiej, Wołynia Zachodniego. Od wielu lat są prowadzone badania dotyczące gatunków rzadkich, m.in. marsylii czterolistnej, kotewki orzecha wodnego, szachownicy kostkowatej, wisienki stepowej.
W Arboretum w grupach ekologicznych zgromadzono kolekcje roślin wodnych i bagiennych. Na niewielkich areałach utworzono ogródki skalne. W kolekcji roślin szklarniowych gromadzone są gatunki pochodzące z różnych stref klimatycznych, w tym najliczniej z obszaru Morza Śródziemnego. W małopolskiej historycznej kolekcji jabłoni w Bolestraszycach, jak i w Cisowej zgromadzono historyczne odmiany, formy jabłoni (Malus domestica). Charakteryzują się one długowiecznością i podwyższoną odpornością na niskie temperatury i choroby. W kolekcji pomologicznej zgromadzono także licznie derenie jadalne (Cornus mas, pierwsza kolekcja derenia w Polsce), czereśnię ptasią (Prunus avium) i gruszę pospolitą (Pyrus communis).
W herbarium Arboretum zebrano 24 tys. arkuszy roślin naczyniowych i porostów zgromadzonych z terenu Polski południowo-wschodniej. Prowadzona jest również dokumentacja i archiwum dotyczące założeń ogrodowych oraz pomnikowych i doborowych drzew krajowych i obcych z terenu Podkarpacia. Zgromadzono kserokopie i przerysy map katastralnych dla ponad 400 ogrodów oraz bogate archiwum fotograficzne. Wydano drukiem w trzech zwartych tytułach – Ogrody i parki Podkarpacia.
Przestrzennie największą powierzchnią Arboretum Bolestraszyce jest Oddział w Cisowej (283 ha, 380–460 m n.p.m.) położony na Pogórzu Przemyskim. Jest to rozległa polana porolna w otoczeniu lasów bukowo-jodłowych. Prowadzone są tu badania nad wtórną sukcesją leśną oraz nad ochroną różnorodności biologicznej. Zakładane są zwarte wielkopowierzchniowe nasadzenia drzew i prowadzone zajęcia edukacyjne.

## Działalność edukacyjna, muzealna i wydawnicza
Corocznie Arboretum odwiedza ok. 100 tys. osób, w większości młodzież szkolna. W Arboretum działa Centrum Edukacji Dziedzictwa Kulturowo-Przyrodniczego, które prowadzi różne formy zajęć edukacyjnych (lekcje, odczyty, prelekcje, seminaria, wykłady, konkursy, praktyki, plenery, warsztaty, szkolenia) dla dzieci i młodzieży szkolnej, studentów, nauczycieli i innych osób zainteresowanych. Corocznie organizowany jest Międzynarodowy Plener Artystyczny Wiklina w Arboretum, a we wrześniu – Międzynarodowy Festiwal Derenia (w 2024 r. po raz XIII). Prowadzona jest Galeria u Piotra, w której są prezentowane wystawy malarskie, fotograficzne i in. W Muzeum Przyrodniczym, gromadzone są i przechowywane zbiory, zwłaszcza dendrologiczne i paleontologiczne. Prezentowana jest stała wystawa ornitologiczna polskich gatunków ptaków. Wystawa fotograficzna autorstwa Jerzego Pióreckiego „Drzewa, zabytkowe ogrody i dwory” przedstawia unikalne zdjęcia dawnych ogrodów dworskich, majestatyczne drzewa oraz inne rośliny. Wystawa fotograficzna pt. „XXX lat Arboretum Bolestraszyce” przedstawia fotografie roślin z kolekcji własnych. Stałym wydawnictwem są zeszyty naukowe – Arboretum Bolestraszyce, Index Seminum. Regularnie wydawane są materiały edukacyjne jak przewodniki, pocztówki i foldery.